# マルコ・ルベン
マルコ・ガストン・ルベン・ロドリゲス（Marco Gastón Ruben Rodríguez, 1986年10月26日 - ）は、アルゼンチン・サンタフェ州出身の元サッカー選手。現役時代のポジションはフォワード。

## 経歴

### クラブ
2004年にCAロサリオ・セントラルでデビューした。2006年のアペルトゥーラにおいて17試合で7得点し、クラブ内得点王になった。2007年、750万ドルの移籍金でCAリーベル・プレートに移籍した。2008年1月、スペインのビジャレアルCFに移籍金700万ドルで移籍し、すぐさまレクレアティーボ・ウェルバにレンタル移籍した。レクレアティーボでは4得点し、チームの残留に貢献した。2008-09シーズンも引き続きレクレアティーボにレンタルされたが、29試合出場3得点に終わり、チームはセグンダ・ディビシオン（2部）に降格した。2009-10シーズンはビジャレアルCF Bに登録され、セグンダ・ディビシオンでプレーすることになった。開幕戦から5試合連続ゴールを決めるなど前半戦だけで9得点をあげて、チームの立役者となった。
2010年1月中旬にイングランド・プレミアリーグ・ウィガン・アスレティックFCに移籍することでクラブ間合意がなされたが、1月30日になって移籍は取りやめられた。2月7日、ビジャレアルCFに移籍してから2年以上が経ってようやくトップチームのリーグ戦に出場する機会が訪れ、フアン・カルロス・ガリード監督の初采配となったRCDマヨルカ戦 (0-1) に6分間出場した。2011年1月9日、レギュラーのニウマールが負傷したことからレアル・マドリード戦 (2-4) に先発出場し、トップチームでの初得点を決めた。
2012年7月、ビジャレアルの降格に伴い、ウクライナ・プレミアリーグのFCディナモ・キーウに5年契約で移籍。2013-14シーズンはリーグ・アンのエヴィアン・トノン・ガイヤールFCにレンタル移籍し、翌シーズンはリーガMXのUANLティグレスにレンタルで加入することが決まった。
2015年より古巣のCAロサリオ・セントラルへクリスティアン・ビジャグラと共に復帰。開幕から前半27試合で20ゴールを決め、リーグ得点王（2015年10月3日時点）を独走し、チームの上位進出に貢献した。リーグとは別にコパ・アルヘンティーナでも2得点をマークしている（9月23日現在）。また2015年シーズンのリーグで一番活躍しており、今季の活躍により代表レベルといわれているが、2016年シーズンについても、ヨーロッパへ復帰することなく、小さいころからファンであるロサリオ・セントラルでプレーを続行すること希望している。
2022年5月7日、現役引退を表明した。
2023年に現役復帰し、デポルティーボ・マルドナドに加入した。

### 代表
2008年夏に開催された北京オリンピックにおける代表招集に際して、本来の代表選手であるリオネル・メッシの招集が危ぶまれた時に、その代役としてルベンの北京行きが検討された。グアテマラとのプレマッチでは得点も挙げたが、結局本大会のメンバーには選ばれなかった。
2011年6月5日のポーランドとの親善試合でA代表デビューを果たし、代表初得点も挙げた。